# 牧夫座50
牧夫座50，又名BD+33 2581，HD 136849、SAO 64656、HR 5718，是牧夫座的一颗恒星，视星等为5.37，位于銀經52.36，銀緯57.12，其B1900.0坐标为赤經15h 17m 48.3s，赤緯+33° 57.12′ 30″。